# Silnice II/122
Silnice II/122 je silnice II. třídy v trase: odpojení od silnice II/159 (u Týna nad Vltavou) – Netěchovice – Nuzice – Bechyně – Senožaty – Staré Sedlo – Sítiny – Opařany (krátké napojení na silnici I/29) – Skrýchov u Opařan – Božejovice-U Nádraží – Drahnětice – Jistebnice (krátké napojení na silnici II/123) – Chlum – Brtný – Ostrý – Nové Libenice – napojení na silnici II/120.
U vlakové zastávky Bechyně-zastávka se napojuje silnice II/135, která se odpojuje v Bechyni na křižovatce ulic Tyršova, Libušina a U Vodojemu. Nedaleko Skrýchova u Opařan se kříží se silnicí I/19.
U Nuzic prochází přes PP Židova strouha.

## Vodstvo na trase
U Nuzic vede přes Židovu strouhu, nedaleko samoty Radostné přes Kamenodvorský potok, v Bechyni přes Lužnici.
Mezi Jistebnicí a Chlumem prochází okolo pětice rybníků – Chadimák, Obecní rybník, Nový rybník, Velká Kaplice a Palečkův rybník. U Nových Libenic vede okolo Libenického rybníka.